# Neostasina oualie
Espèce
Neostasina oualie est une espèce d'araignées aranéomorphes de la famille des Sparassidae.

## Distribution
Cette espèce est endémique de Niévès à Saint-Christophe-et-Niévès.

## Description
Le mâle holotype mesure 10,7 mm et la femelle paratype 11,9 mm.

## Publication originale
- Rheims & Alayón, 2016 : Neostasina gen. nov., a new genus of huntsman spiders from the Neotropical region (Araneae, Sparassidae, Sparianthinae). Zootaxa, no 4079(3), p. 301-344.